# Matthew Amoah
Mathew Amoah, född 24 oktober 1980 i Tema, är en ghanansk före detta fotbollsspelare. Han har tidigare spelat för Vitesse, Fortuna Sittard, Borussia Dortmund, NAC Breda, Mersin İdmanyurdu SK, SC Heerenveen och Heracles Almelo. Han har sedan 2002 spelat i Ghanas landslag och deltog bland annat i Fotbolls-VM 2010.

## Meriter
Ghana
- Afrikanska mästerskapet: Silver 2010
- Fotbolls-VM: Åttondelsfinal 2006
- Fotbolls-VM: Kvartsfinal 2010